# Василий (Пронин)

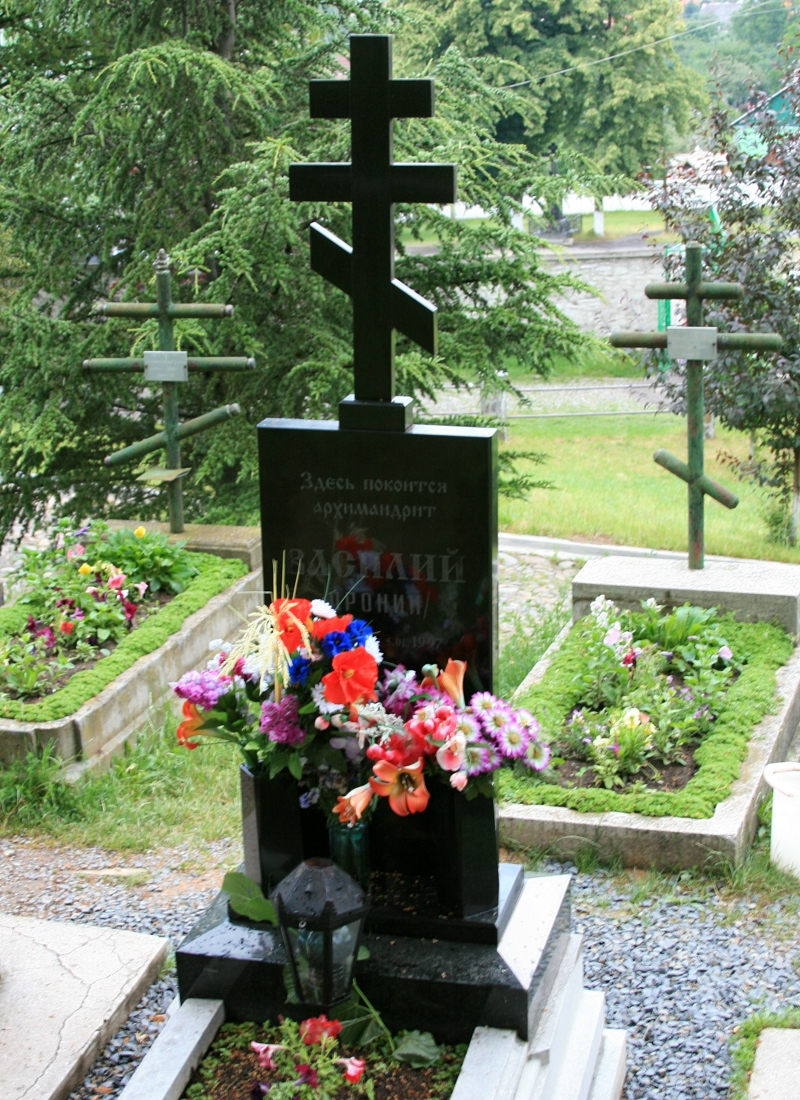
Могила архимандрита Василия (Пронина) в Мукачевском Свято-Николаевском монастыре

Архимандрит Васи́лий (в миру Владимир Васильевич Про́нин; 8 сентября 1914, Киев — 5 января 1997, Мукачево) — архимандрит Русской православной церкви и учёный.

## Биография
Владимир Васильевич Пронин родился 8 сентября 1914 года в Киеве (Российская империя) в русском дворянском роду, у религиозных родителей.
После октябрьской революции семья Прониных переселилась в Сербию, затем Румынию.
В 1929 году Владимир окончил гимназию в Кишинёве, в котором позже были погребены его родители. В том же 1929 году Владимир поступил в Сербскую православную семинарию святого апостола Иоанна Богослова в Битоле, где преподавал будущий святитель иеромонах Иоанн (Максимович), с которым позже поддерживал переписку до самой смерти Иоанна.
С 1934 по 1937 год Владимир Пронин учился на богословском факультете Белградского университета.
10 марта 1939 года Владимир Пронин принял монашество с именем Василий в честь блаженного Василия юродивого, московского чудотворца.
Через некоторое время он, будучи священнослужителем Сербской православной церкви, направляется проповедником в Мукачево-Пряшевскую епархию, которая в то время была в ведении данной Церкви. Здесь он принял сан от Владимира (Раича), епископа Мукачевского, который впоследствии помогал молодому иеромонаху.
В 1945 году Закарпатье было присоединено к СССР, и Мукачевская епархия перешла под юрисдикцию Русской православной церкви. Иеромонах Василий служил в разных приходах и монастырях епархии, в том числе в Покровском храме в Ужгороде, построенного русскими эмигрантами. В 1950 году иеромонах Василий был переведён в Мукачевский Свято-Николаевский монастырь, где он был священнослужителем и заботился о монастырской библиотеке.
Василий (Пронин) был очень образованным человеком, владел 14 языками, в 1958 году ему была присвоена учёная степень кандидата богословия Московской духовной академии за работу «История Мукачевской епархии». Позже им были написаны также «Монашеский устав», «Обряды Мукачевского монастыря», «Библия и математика», «Возрождение и воскресение», составил Акафист Преподобному Моисею Угрину, работа по археологии «Палеолит Чернечьей горы», другие научные работы «Гравитация и возрождение», «Лингвистика Закарпатья». Он также интересовался живописью, написал картину «Явление Ангела на реке Латорица князю Феодору Корятовичу».
Скончался 5 января 1997 года в Мукачевском Свято-Николаевском монастыре.